# Байджнатх (Химачал-Прадеш)
Байджнатх (англ. Baijnath) — населённый пункт в индийском штате Химачал-Прадеш в округе Кангра.

## География
Байджнатх — небольшое поселение, расположенное на высоте 1313 метров, в гряде Дхауладхар западных Гималаев на расстоянии 16 километров от Палампура округа Кангра штата Химачал Прадеш. Поселение стоит на левом берегу реки Бинва (Binwa).

## История
Изначально поселение было известно как Караграма (Kiragrama), а современное название стало распространённым в честь расположенного в поселении храма, посвящённого Шиве.

## Достопримечательности
Основной достопримечательностью Байджнатха является храм Шивы, построенный в 1204 году. Он был построен двумя местными торговцами Ахука (Ahuka) и Манюка (Manyuka) и представляет собой образец средневековой храмовой архитектуры северной Индии нагара (Nagara). Является местом паломничества и туризма.